# Rock under Broen
Rock under broen er en musikfestival i Middelfart der er blevet afholdt hver sommer siden 1989. Første Rock Under Broen havde Fielfraz, Johnny Madsen og tv·2 på scenen under Lillebæltsbroen. Rock under Broen er Danmarks største endagsfestival[kilde mangler]. I de seneste år har Rock under Broen bl.a. haft besøg af Kashmir, Rasmus Nøhr, Volbeat, Aqua, Ace Of Base, Big Fat Snake, Thomas Helmig, L.O.C., Shubidua, Dizzy Mizz Lizzy, tv·2, Lis Sørensen, Infernal, Sys Bjerre, Gnags, Manic Street Preachers, Kim Larsen, Nephew, Anne Linnet, Carpark North, Tim Christensen, Hej Matematik, Nik & Jay og mange mange flere. Festivalen afholdes på en plads ud til Lillebælt, på fynssiden under den ny Lillebæltsbro. 
Rock under broen er en støtteforening til Middelfart Gymnastik & Boldklubs fodboldafdeling, og alt overskud går til dem. Alle medarbejderne til Rock under Broen er frivillige.